# Carl Gustav Gottfried Hilfeling
Carl Gustav Gottfried Hilfeling (ou Carl Gustaf Gottfried), né le 11 mars 1740 dans la province historique de Östergötland, et mort le 22 octobre 1823 à Skövde, est un artiste peintre suédois, fils de Anna Maria Hilfeling.